# Akialoa stejnegeri
La akialoa de Kauai (Akialoa stejnegeri) es una especie extinta de ave paseriforme de la familia Fringillidae. Era endémica de la isla hawaiana de Kauai.

## Extinción

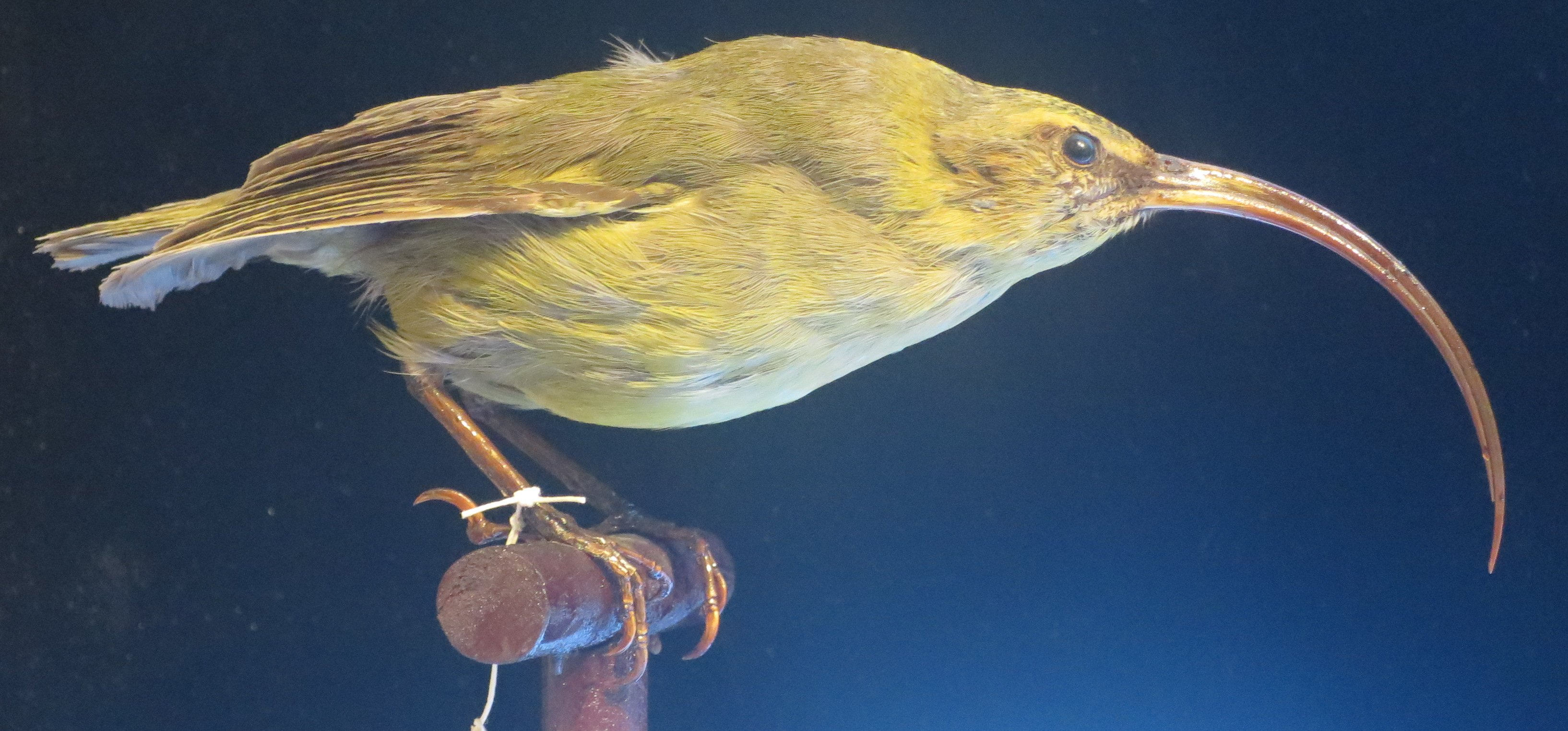
Espécimen conservado en el Bishop Museum, Honolulu.

Eran raras incluso cuando se descubrieron por primera vez en el siglo xviii. Según el registro fósil, su número disminuyó extremadamente a principios del siglo xx. Se cree que su extinción probablemente fue causada por enfermedades aviares causadas por mosquitos vectores, una especie invasora introducida por primera vez a través de barcos balleneros en 1826. Los insectos tendían a preferir las elevaciones bajas, los ambientes húmedos y las temperaturas cálidas por temporada, que son exactamente las condiciones en las cuales las aves de Akialoa prosperaban. Estos mosquitos portaban una cepa de malaria que infectó y mató a la mayoría de las aves, que comenzó una desaparición lenta y significativa de la especie, así como muchas otras especies hawaianas. El último akialoa de Kauai documentado fue visto en 1967.